# Fruczak trutniowiec
Fruczak trutniowiec (Hemaris tityus) – gatunek motyla z rodziny zawisakowatych (Sphingidae). Ten motyl, systematycznie przyporządkowany do motyli nocnych, lata w ciągu dnia.

## Rozmieszczenie geograficzne
Zachodnia i środkowa część Palearktyki. W Polsce podawany już na początku XX wieku, znany niemal z całego kraju.

## Cechy
Rozpiętość skrzydeł tego motyla wynosi ok. 38–42 mm. Zachowaniem przypomina kolibra, ponieważ spija nektar z kielicha kwiatów za pomocą ssawki, unosząc się w powietrzu, czasem siedzi na roślinie łudząco przypominając trzmiela. Głowa, tułów i odwłok tworzą krępe ciało pokryte włoskami. Odwłok u nasady oliwkowozółty, z ciemnobrunatną lub czarną przepaską w środku, zaś w tylnej części jest rudy. Skrzydła przezroczyste z widocznymi czarnymi żyłkami i czarną wąską obwódką przy zewnętrznym brzegu.

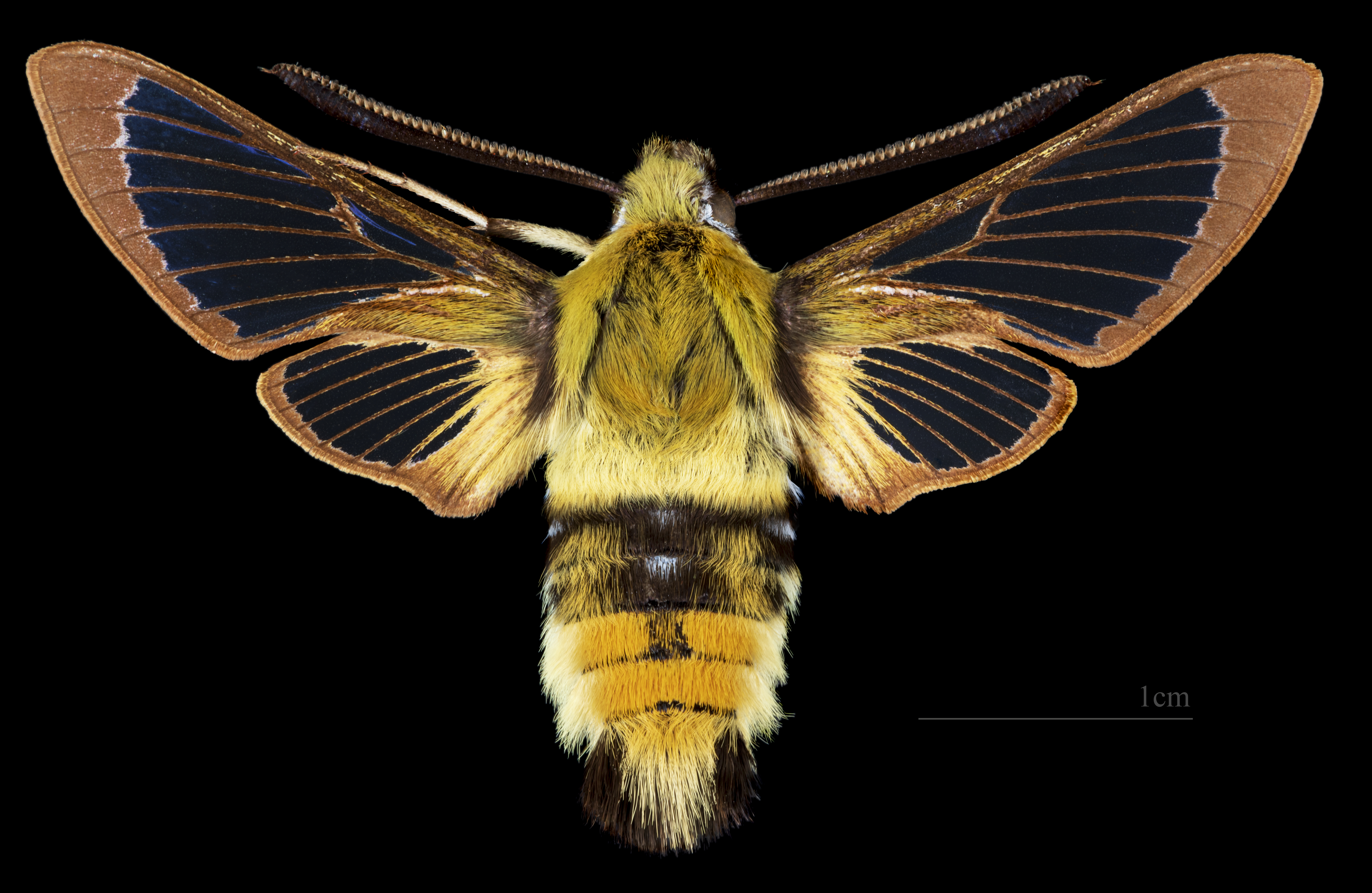
Hemaris tityus ♂
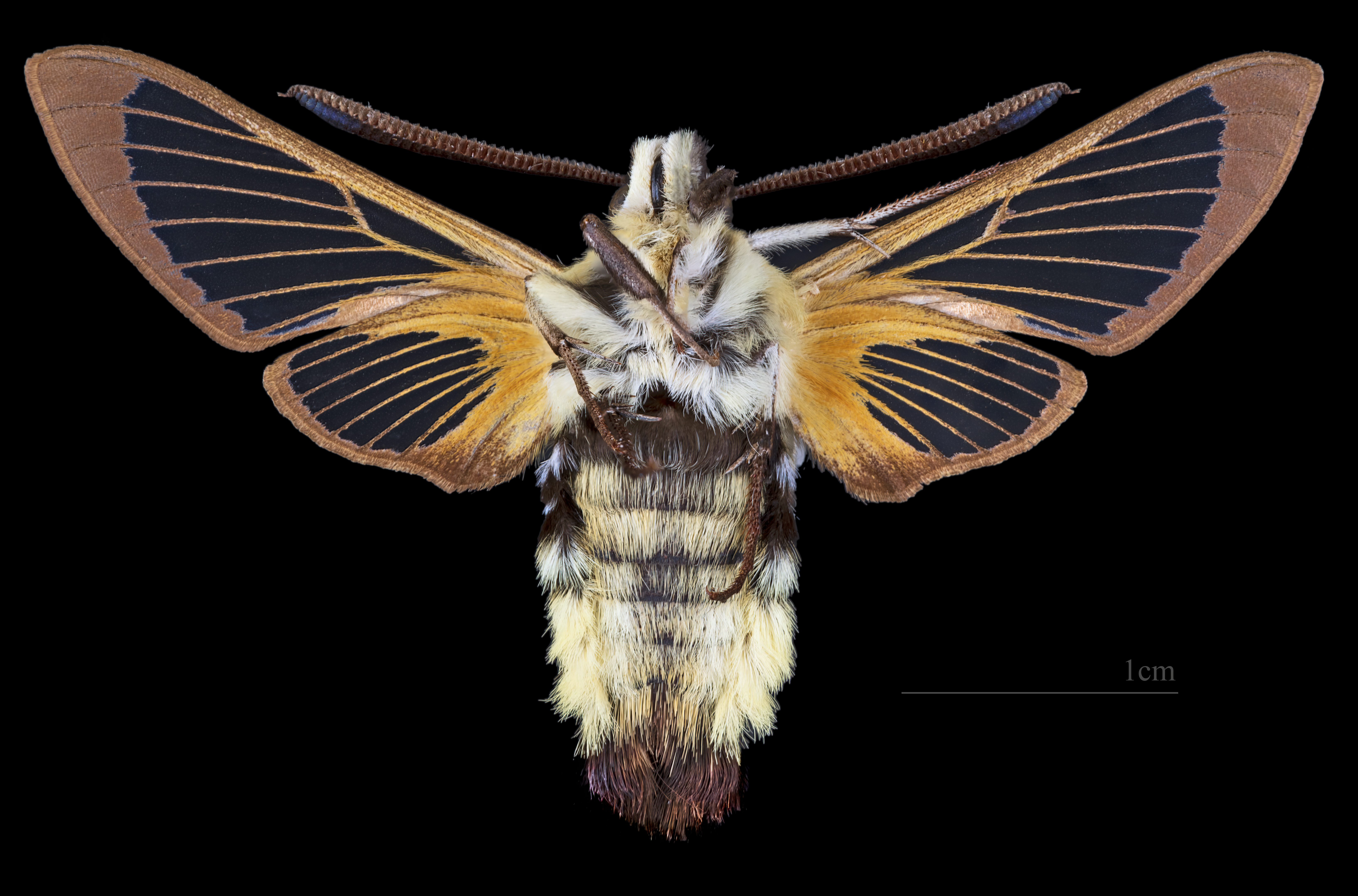
Hemaris tityus ♂   △
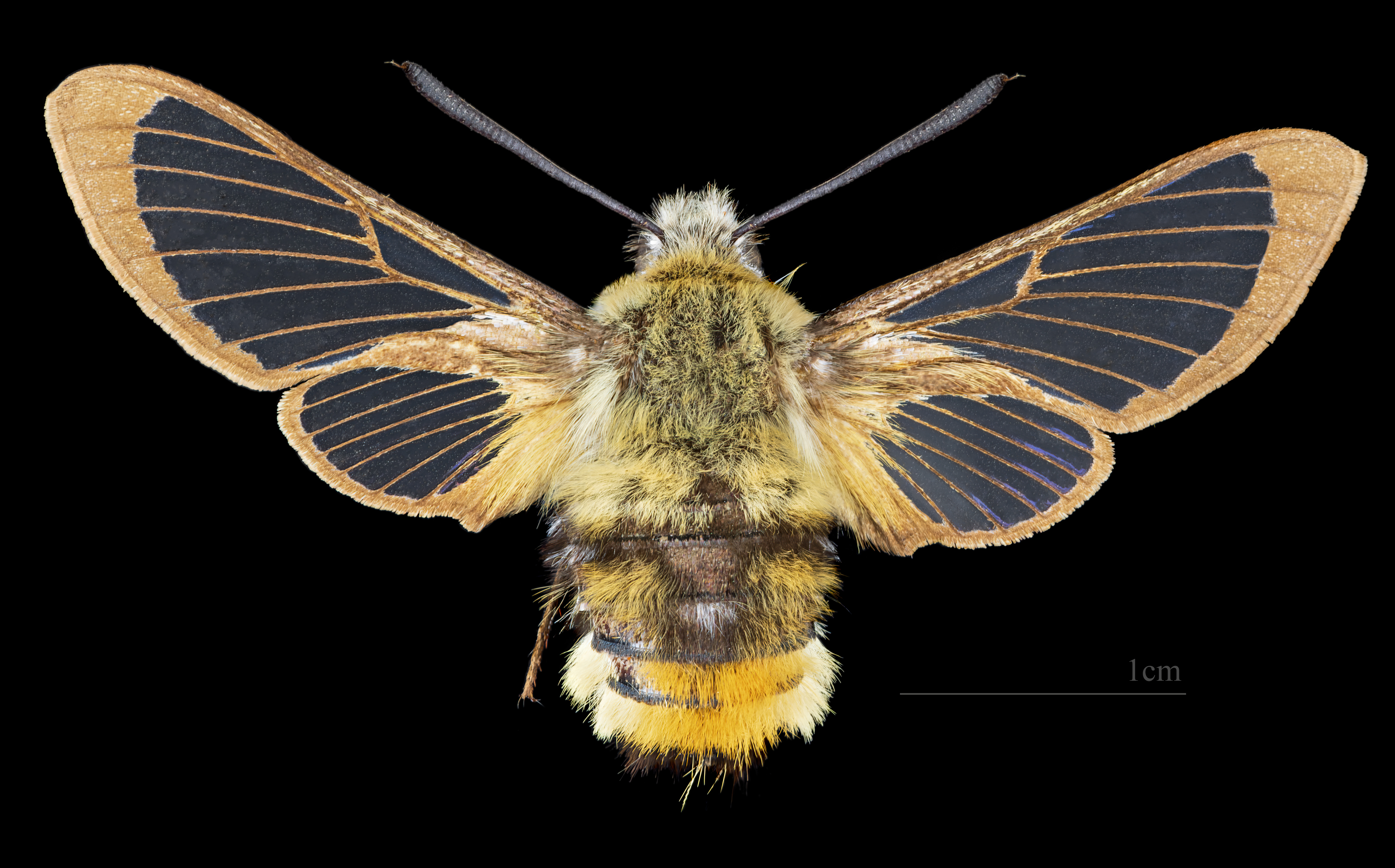
Hemaris tityus ♀
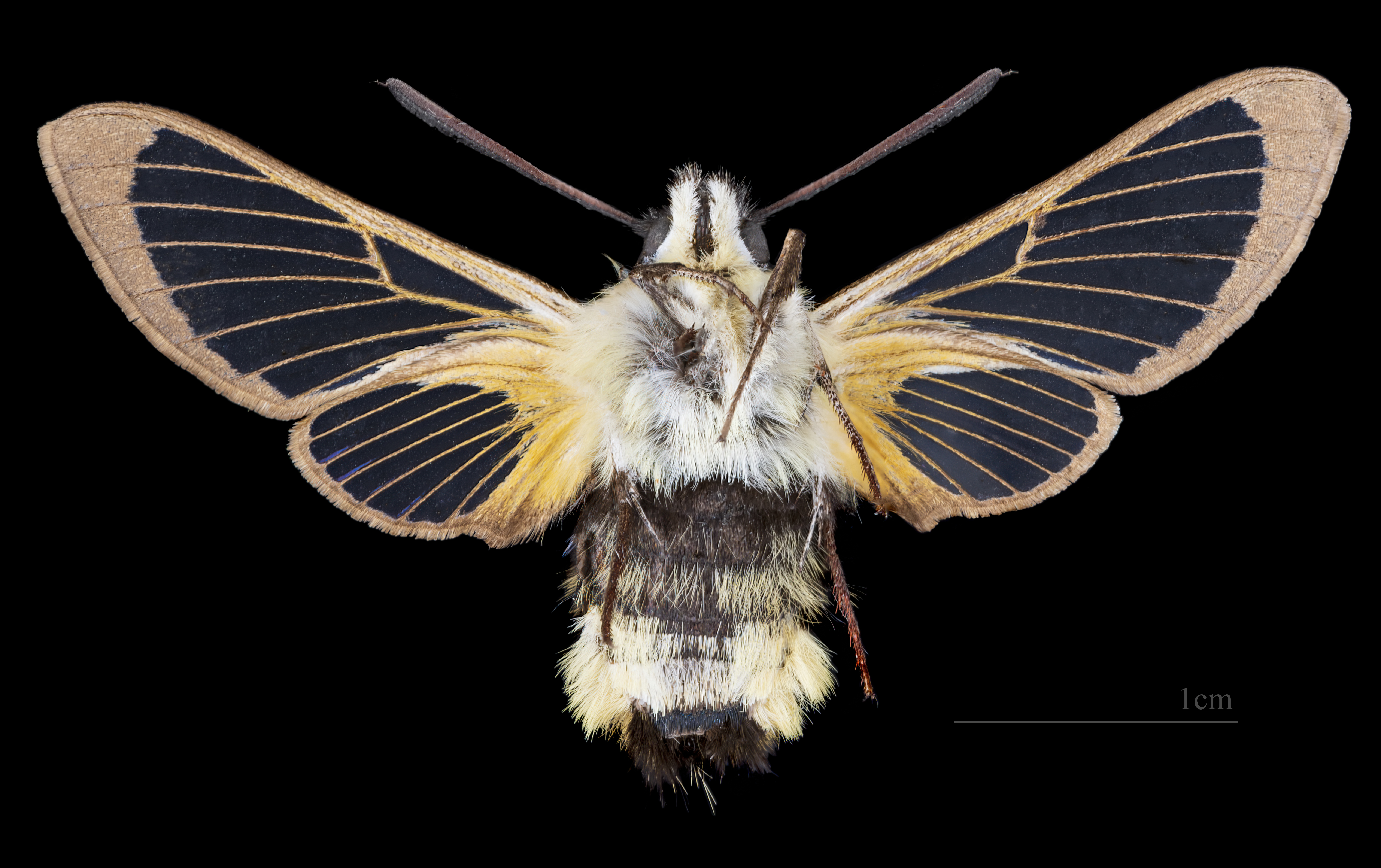
Hemaris tityus ♀ △

## Środowisko
Habitat tego niewielkiego zawisaka to nawapienne murawy kserotermiczne, śródleśne łąki, polany, ugory, przydroża, przytorza a nawet ogródki przydomowe.

## Pojaw stadiów i rośliny żywicielskie
Dorosłe osobniki (imagines) spotykane są od pierwszej dekady maja do pierwszej dekady lipca, czasem bywa druga generacja od prawie końca lipca do drugiej dekady sierpnia. Larwy (gąsienice), przeważnie na roślinach żywicielskich, obserwuje się w czerwcu do września.
Gąsienica żeruje na driakwi gołębiej (Scabiosa columbaria), świerzbnicy leśnej (Knautia sylvatica), świerzbnicy polnej (Knautia arvensis), świerzbnicy (Knautia drymeia), a także na czarcikęsie łąkowym (Succisa pratensis).  Za roślinę żywicielską podaje się też szczeć sukienniczą oraz przytulię właściwą (Galium verum) i wiciokrzew pospolity (Lonicera xylosteum).